# Airbus A330 MRTT
L'Airbus A330 MRTT è un bimotore turboventola multiruolo da trasporto militare e rifornimento in volo, come indicato dalla sigla MRTT (Multi Role Tanker Transport), derivato dall'aereo di linea Airbus A330-200.

## Tecnica
Caratterizzato da una fusoliera wide-body, ha ali basse al di sotto delle quali sono montati due turbofan, due pod con le sonde flessibili per il rifornimento e dotate di winglet. Ha un ampio piano verticale di coda e dei piani orizzontali in posizione bassa. Sotto i piani di coda troviamo invece la sonda rigida per il rifornimento.

## Ordini e consegne
| Operatore                         | Versione        | Ord. | Del. | Opr. |
| --------------------------------- | --------------- | --- | ---- | ---- |
| Royal Saudi Air Force             | MRTT            | 10 | 6    | 6    |
| Royal Australian Air Force        | KC-30A          | 7 | 7    | 7    |
| Força Aérea Brasileira            | KC-30           | 2 A330-200 commerciali acquistati di seconda mano il 18 aprile 2022 dalla Azul Linhas Aéreas, che saranno convertiti da Airbus in tanker prima della consegna prevista per il 2024. | 0    | 0    |
| Royal Canadian Air Force          | A330 MRTT       | 9 | 0    | 0    |
| Daehan Minguk Gonggun             | MRTT            | 4 A330 MRTT ordinati il 30 giugno 2015. | 4    | 4    |
| United Arab Emirates Air Force    | MRTT            | 5 A330 MRTT ordinati, 3 nel 2008, 2 nel 2021. | 5    | 5    |
| Armée de l'air                    | MRTT Phénix     | 12 ordinati con consegne dal 2018 al 2023. Ulteriori 3 aerei sono stati ordinati e saranno consegnati dopo il 2025, portando il totale a 15.                                        | 13   | 13   |
| NATO                              | MRTT            | 12 | 7    | 7    |
| Royal Air Force                   | Voyager KC2/KC3 | 14 | 14   | 14   |
| Angkatan Udara Republik Singapura | MRTT            | 6 A330 MRTT ordinati nel 2014, con consegne iniziate il 14 agosto 2018 con la consegna del primo esemplare.                                                                         | 6    | 6    |
| Ejército del Aire                 | MRTT            | 3 | 1    | 1    |
| Totale                            |                 | 87 | 69   | 67   |

### Possibili operatori
- Bhāratīya Vāyu Senā 6 A330 MRTT[48]
- Qatar Emiri Air Force 2 A330 MRTT .[48]

### Contratti persi
- Selezionato per fornire 179 tanker KC-X per l'USAF nella gara aggiudicata il 29 febbraio 2008 con il nome di KC-45A. Il successivo annullamento dell'assegnazione della fornitura ha portato il partner americano Northrop Grumman ad annunciare, l'8 marzo 2010, la decisione di non partecipare nuovamente alla gara. In seguito, il 20 aprile 2010 la EADS ha annunciato che avrebbe partecipato al secondo bando di gara, che era stato lanciato il 24 settembre 2009. L'esito finale della gara per il tanker KC-X ha visto, il 24 febbraio 2011 vincitrice la Boeing con il KC-46A (basato sul B767-400ER).[76]